# Qualifications de la zone Amériques pour la Coupe du monde de rugby à XV 2019
Navigation
Qualifications Coupe du monde 2015 Qualifications Coupe du monde 2023

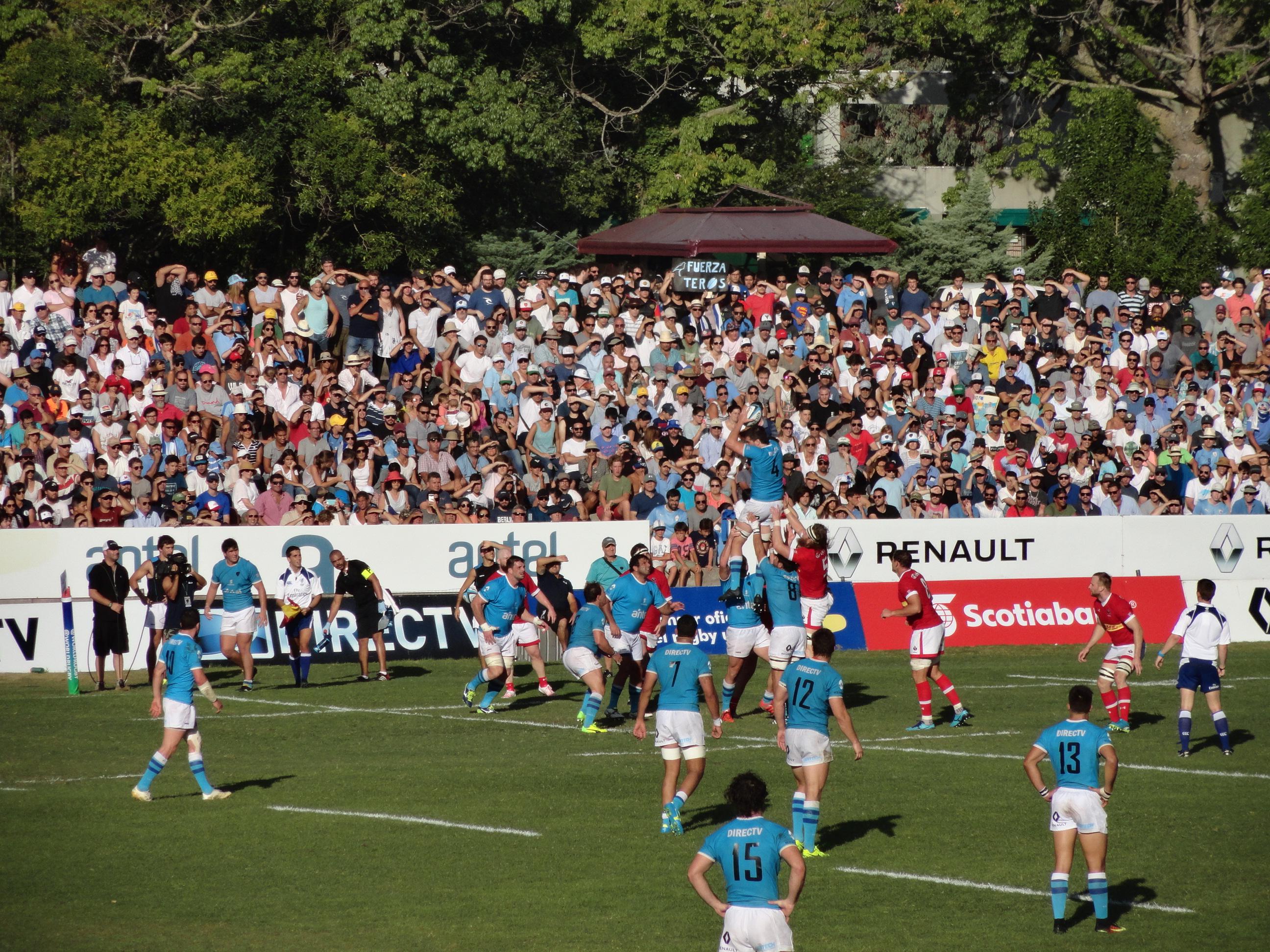
Uruguay vs Canada

Les qualifications de la zone Amériques pour la Coupe du monde de rugby à XV 2019 opposent différentes nations sur plusieurs tours de compétition du 5 mars 2016 au mars 2017. Le Canada et les États-Unis s'opposent directement en match aller-retour pour la place Amériques 1. Le perdant participe à une rencontre de play-off contre le vainqueur de Sudamérica A pour déterminer le qualifié Amériques 2 : le finaliste de ce match joue un barrage contre une équipe de la zone Asie. La phase de qualification débute par deux tournois régionaux, aux Caraïbes et en Amérique du Sud.

## Liste des participants aux qualifications
| NACRA Caribbean - Mexique - Jamaïque - Îles Caïmans - Barbade - Saint-Vincent-et-les-Grenadines - Trinité-et-Tobago - Bahamas - Bermudes - Guyana | CONSUR B - Colombie - Venezuela - Pérou - Équateur | CONSUR A - Paraguay - Brésil - Chili - Uruguay | NACRA - Canada - États-Unis |

## Tour 1

### Tour 1A: Caribbean Rugby Championship 2016

#### Tour préliminaire
| 5 mars 2016 | Saint-Vincent-et-les-Grenadines | 0 - 48 | Jamaïque |  |
| 5 mars 2016 |                                 |        |          |  |
| 5 mars 2016 |                                 |        |          |  |

#### Zone Nord

##### Détails des résultats
| 7 mai 2016 | Bahamas | 3 - 39 | Mexique |  |
| 7 mai 2016 |         |        |         |  |
| 7 mai 2016 |         |        |         |  |

| 21 mai 2016 | Îles Caïmans | 20 - 8 | Bahamas |  |
| 21 mai 2016 |              |        |         |  |
| 21 mai 2016 |              |        |         |  |

| 21 mai 2016 | Mexique | 75 - 10 | Bermudes |  |
| 21 mai 2016 |         |         |          |  |
| 21 mai 2016 |         |         |          |  |

| 4 juin 2016 | Bermudes | 30 - 13 | Bahamas |  |
| 4 juin 2016 |          |         |         |  |
| 4 juin 2016 |          |         |         |  |

| 18 juin 2016 | Îles Caïmans | 47 - 11 | Bermudes |  |
| 18 juin 2016 |              |         |          |  |
| 18 juin 2016 |              |         |          |  |

| 2 juillet 2016 | Mexique | 34 - 17 | Îles Caïmans |  |
| 2 juillet 2016 |         |         |              |  |
| 2 juillet 2016 |         |         |              |  |

##### Classement
| Rang | Nation       | J | V | N | D | Pm  | Pe  | Diff | Pts |
| ---- | ------------ | - | - | - | - | --- | --- | ---- | --- |
| 1    | Mexique      | 3 | 3 | 0 | 0 | 148 | 30  | +118 | 15  |
| 2    | Îles Caïmans | 3 | 2 | 0 | 1 | 84  | 53  | +31  | 9   |
| 3    | Bermudes     | 3 | 1 | 0 | 2 | 51  | 135 | -84  | 5   |
| 4    | Bahamas      | 3 | 0 | 0 | 3 | 24  | 89  | -65  | 0   |

|  | Qualifié pour la finale (no 1). |

#### Zone Sud

##### Détails des résultats
| 23 avril 2016 | Guyana | 48 - 17 | Barbade |  |
| 23 avril 2016 |        |         |         |  |
| 23 avril 2016 |        |         |         |  |

| 23 avril 2016 | Trinité-et-Tobago | 34 - 14 | Jamaïque |  |
| 23 avril 2016 |                   |         |          |  |
| 23 avril 2016 |                   |         |          |  |

| 21 mai 2016 | Barbade | 5 - 39 | Trinité-et-Tobago |  |
| 21 mai 2016 |         |        |                   |  |
| 21 mai 2016 |         |        |                   |  |

| 21 mai 2016 | Guyana | 23 - 5 | Jamaïque |  |
| 21 mai 2016 |        |        |          |  |
| 21 mai 2016 |        |        |          |  |

| 18 juin 2016 | Barbade | Forfait | Jamaïque |  |
| 18 juin 2016 |         |         |          |  |
| 18 juin 2016 |         |         |          |  |

| 18 juin 2016 | Trinité-et-Tobago | 18 - 22 | Guyana |  |
| 18 juin 2016 |                   |         |        |  |
| 18 juin 2016 |                   |         |        |  |

##### Classement
| Rang | Nation            | J | V | N | D | Pm | Pe | Diff | Pts |
| ---- | ----------------- | - | - | - | - | -- | -- | ---- | --- |
| 1    | Guyana            | 3 | 3 | 0 | 0 | 93 | 40 | +53  | 14  |
| 2    | Trinité-et-Tobago | 3 | 2 | 0 | 1 | 91 | 41 | +50  | 11  |
| 3    | Barbade           | 3 | 1 | 0 | 2 | 22 | 87 | -65  | 4   |
| 4    | Jamaïque          | 3 | 0 | 0 | 3 | 19 | 57 | -38  | 0   |

|  | Qualifié pour la finale (no 1). |

#### Finale
| 1er octobre 2016 | Mexique | 32 - 3 | Guyana |  |
| 1er octobre 2016 |         |        |        |  |
| 1er octobre 2016 |         |        |        |  |

### Tour 1B: Division B 2016

#### Format
La Colombie, l'Équateur, le Pérou et le Venezuela disputent le tournoi du 2 au 8 octobre 2016. Le premier est déclaré vainqueur.

#### Classement
| Rang | Nation    | J | V | N | D | Pm  | Pe  | Diff | Pts |
| ---- | --------- | - | - | - | - | --- | --- | ---- | --- |
| 1    | Colombie  | 3 | 3 | 0 | 0 | 149 | 29  | +120 | 6   |
| 2    | Venezuela | 3 | 2 | 0 | 1 | 95  | 51  | +44  | 4   |
| 3    | Pérou     | 3 | 1 | 0 | 2 | 87  | 79  | +8   | 2   |
| 4    | Équateur  | 3 | 0 | 0 | 3 | 20  | 192 | -172 | 0   |

|  | Vainqueur (no 1). |

#### Résultats
| 2 octobre 2016 | Colombie | 75 – 5 | Équateur | Lima |
| 2 octobre 2016 |          |        |          | Lima |
| 2 octobre 2016 |          |        |          | Lima |

| 2 octobre 2016 | Pérou | 8 – 33 | Venezuela | Lima |
| 2 octobre 2016 |       |        |           | Lima |
| 2 octobre 2016 |       |        |           | Lima |

| 5 octobre 2016 | Pérou | 14 – 41 | Colombie | Lima |
| 5 octobre 2016 |       |         |          | Lima |
| 5 octobre 2016 |       |         |          | Lima |

| 5 octobre 2016 | Équateur | 10 – 52 | Venezuela | Lima |
| 5 octobre 2016 |          |         |           | Lima |
| 5 octobre 2016 |          |         |           | Lima |

| 8 octobre 2016 | Colombie | 33 - 10 | Venezuela | Lima |
| 8 octobre 2016 |          |         |           | Lima |
| 8 octobre 2016 |          |         |           | Lima |

| 8 octobre 2016 | Équateur | 5 – 65 | Pérou | Lima |
| 8 octobre 2016 |          |        |       | Lima |
| 8 octobre 2016 |          |        |       | Lima |

### Tour 1C
Ce barrage oppose les vainqueurs du Tour 1A et du Tour 1B, en un match unique.
| 29 octobre 2016 15:00 | Colombie | 29 - 11 (14 - 8) | Mexique | Medellin |
| 29 octobre 2016 15:00 |          |                  |         | Medellin |
| 29 octobre 2016 15:00 |          |                  |         | Medellin |

## Tour 2
Le Tour 2 correspond au barrage des championnats d'Amérique du Sud 2016, il oppose le vainqueur du Tour 1C et le quatrième de la division A, à savoir le Paraguay. Le vainqueur de ce match dispute l'édition 2017 du tournoi, qui correspond au Tour 3A des qualifications pour la Coupe du monde.
| 19 novembre 2016 | Paraguay | 39 - 27 | Colombie | Asuncion |
| 19 novembre 2016 |          |         |          | Asuncion |
| 19 novembre 2016 |          |         |          | Asuncion |

## Tour 3

### Tour 3 A
Le Brésil, le Chili, le Paraguay et l'Uruguay disputent des matchs sous la forme d'un tournoi, qui correspond à la division A du Championnat d'Amérique du Sud de rugby à XV 2017. Le vainqueur se qualifie pour le Tour 3 C.

#### Classement
| Rang | Nation   | J | V | N | D | Pm  | Pe  | Diff | Pts |
| ---- | -------- | - | - | - | - | --- | --- | ---- | --- |
| 1    | Uruguay  | 3 | 3 | 0 | 0 | 113 | 57  | +56  | 9   |
| 2    | Chili    | 3 | 2 | 0 | 1 | 92  | 44  | +48  | 4   |
| 3    | Brésil   | 3 | 1 | 0 | 2 | 94  | 62  | +32  | 4   |
| 4    | Paraguay | 3 | 0 | 0 | 3 | 32  | 168 | -136 | 0   |

|  | Qualifiés pour le Tour 3 C (no 1. |

#### Résultats
| 15 avril 2017 | Paraguay | 19 - 45 | Uruguay | São José dos Campos |
| 15 avril 2017 |          |         |         | São José dos Campos |
| 15 avril 2017 |          |         |         | São José dos Campos |

| 15 mai 2017 | Chili | 15 – 10 | Brésil | Santiago |
| 15 mai 2017 |       |         |        | Santiago |
| 15 mai 2017 |       |         |        | Santiago |

| 22 mai 2017 | Uruguay | 41 - 27 | Brésil | Pacaembu |
| 22 mai 2017 |         |         |        | Pacaembu |
| 22 mai 2017 |         |         |        | Pacaembu |

| 22 mai 2017 | Chili | 66 – 7 | Paraguay | Asuncion |
| 22 mai 2017 |       |        |          | Asuncion |
| 22 mai 2017 |       |        |          | Asuncion |

| 29 mai 2017 | Uruguay | 27 – 11 | Chili | Montevideo |
| 29 mai 2017 |         |         |       | Montevideo |
| 29 mai 2017 |         |         |       | Montevideo |

| 29 mai 2017 | Brésil | 57 – 6 | Paraguay | Asuncion |
| 29 mai 2017 |        |        |          | Asuncion |
| 29 mai 2017 |        |        |          | Asuncion |

### Tour 3B
Le tour 3B est une confrontation, disputée en match aller-retour, entre le Canada et les Etats-Unis.
| 24 juin 2017 | Canada | 28 - 28 | États-Unis | Hamilton |
| 24 juin 2017 |        |         |            | Hamilton |
| 24 juin 2017 |        |         |            | Hamilton |

| 1er juillet 2017 | États-Unis | 52 - 16 | Canada | San Diego |
| 1er juillet 2017 |            |         |        | San Diego |
| 1er juillet 2017 |            |         |        | San Diego |

Les États-Unis sont qualifiés directement pour la Coupe du monde 2019 en gagnant 80-44 au cumul sur les deux matches. Le Canada est reversé au tour 3C.

### Tour 3C
Le Tour 3C oppose, en match aller-retour, le vainqueur du tour 3A et le perdant du tour 3B. Le vainqueur est qualifié pour la Coupe du monde et le perdant participe au tournoi de repêchage.
| 27 janvier 2018 | Canada | 29 - 38 | Uruguay | Vancouver |
| 27 janvier 2018 |        |         |         | Vancouver |
| 27 janvier 2018 |        |         |         | Vancouver |

| 3 février 2018 | Uruguay | 32 - 31 | Canada | Montevideo |
| 3 février 2018 |         |         |        | Montevideo |
| 3 février 2018 |         |         |        | Montevideo |